# Fortaleza
Fortaleza (portugisiska: [foʁtaˈlɛzɐ], ”fästning”) är en stad och kommun vid atlantkusten i nordöstra Brasilien. Fortaleza är huvudstad i delstaten Ceará. På platsen för staden låg från början ett holländskt fort, Fort Schoonenborch, som togs över av portugiserna och döptes om till Fortaleza de Nossa Senhora da Assunção. 
Fortaleza grundades officiellt den 13 april 1726. Staden har ungefär 2,6 miljoner invånare, med 3,8 miljoner invånare i hela storstadsområdet. Staden stod som värld för en del av matcherna under Världsmästerskapet i fotboll 2014, dessutom var staden en av spelorterna för Fifa Confederations Cup 2013

## Administrativ indelning
Fortalezas kommun är indelad i fem distrikt, som i sin tur är indelade i totalt elva underdistrikt. Dessa distrikt och underdistrikt är indelade i 114 stadsdelar, bairros, där stadsdelen Centro utgör själva stadskärnan.
Distrikt
- Antônio Bezerra
- Fortaleza
- Messejana
- Mondubim
- Parangaba

Messejana och Parangaba var tidigare egna städer, men slogs samman med Fortaleza 1922.

## Befolkningsutveckling
| Område          | Areal (km²) | Invånarantal 1 augusti 2000 | Invånarantal 1 augusti 2010 | Invånarantal 1 juli 2014 |
| --------------- | ----------- | --------------------------- | --------------------------- | ------------------------ |
| Storstadsområde | 5 790,70    | 3 056 769                   | 3 615 767                   | 3 818 380                |
| Fortaleza       | 314,93      | 2 141 402                   | 2 452 185                   | 2 571 896                |

## Storstadsområde
Storstadsområdet, Região Metropolitana de Fortaleza, består sedan 2009 av de femton kommunerna Aquiraz, Cascavel, Caucaia, Chorozinho, Eusébio, Fortaleza, Guaiúba, Horizonte, Itaitinga, Maracanaú, Maranguape, Pacajus, Pacatuba, Pindoretama och São Gonçalo do Amarante.

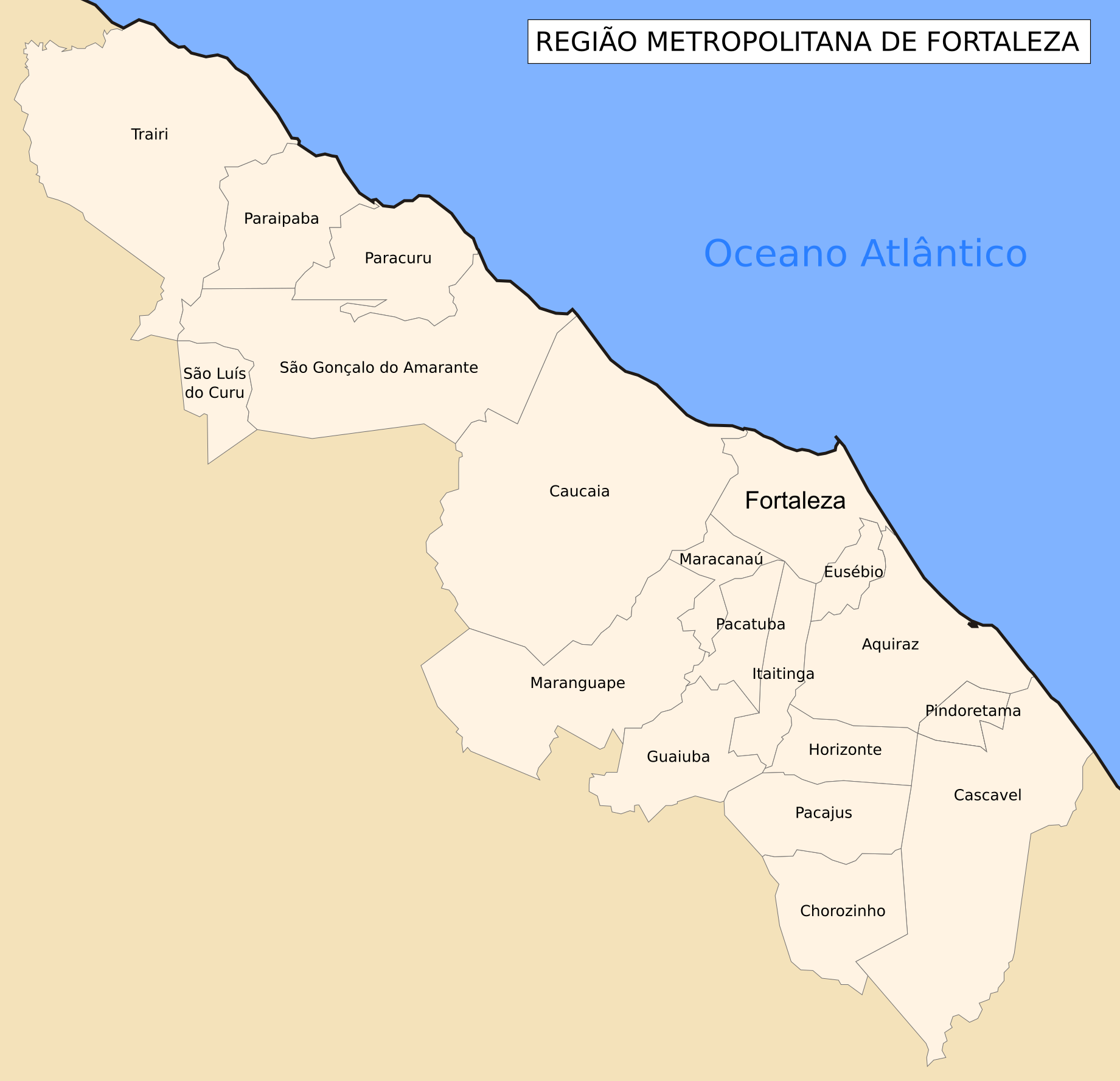
Storstadsområdets femton kommuner.